# Bató de Dalmàcia i Bató de Pannònia
Bató (en llatí Baton o Bato) va ser el nom de dos caps d'una gran revolta que es va produir durant el regnat d'August.
Un d'ells pertanyia al desidates, probablement una tribu dàlmata, i l'altre als breucs, un poble pannoni. La revolta va esclatar a Dalmàcia l'any 6 mentre Tiberi, l'hereu d'August, dirigia la seva segona expedició a Germània, i el governador de Dalmàcia i Pannònia, Marc Valeri Messal·la Messal·lí l'acompanyava amb bona part de l'exèrcit d'aquestos governs.
Després de la revolta a Dalmàcia va esclatar la dels breucs que sota el seu cap, Bató, van atacar Sírmium però Aulus Cecina Sever, governador de Mèsia els va fer front i els va derrotar. Mentre el cap Bató dàlmata va marxar contra Salona però va ser ferit greument per un cop de pedra i va haver d'encarregar la feina als seus lloctinents; tot i així van derrotar els romans i van assolar el país el país per la costa fins Apol·lònia.
Quan va conèixer els fets, Tiberi va tornar de Germània i va enviar per endavant a Messal·lí amb part de les tropes. Bató el dàlmata, que encara no s'havia recuperat de les ferides, va avançar contra ell i el va derrotar en un primer combat però en un segon va ser derrotat i va haver de fugir per reunir-se amb Bató el breuc. Els dos Bató, units, es va fortificar a les muntanyes d'Alma, prop de Sírmium, on Cecina Sever els va atacar, però davant dels estralls al seu territori de diverses tribus frontereres, va ser cridat a Mèsia.
Com que Tiberi i Messal·lí eren a Síscia i Sever s'havia retirat, els dos Bató no tenien enemic que els enfrontés, i van aconseguir el suport d'altres tribus veïnes. Van iniciar diverses expedicions de saqueig per arreu evitant enfrontar-se amb Tiberi. A l'hivern van anar a Macedònia però allà van ser derrotats pel rei odrisi Remetalces I i el seu germà Rascuporis IV, aliats dels romans.
August va començar a pensar que Tiberi allargava el final de la guerra, i per aquest motiu va enviar Germànic l'any següent (7) a Dalmàcia amb un nou exèrcit, però no va cridar a Tiberi que no va tornar a Roma fins dos anys més tard.
A la campanya de l'any 7 els romans van fer molt pocs avenços i únicament Germànic va sotmetre al poble pannònic dels mazeis. L'any 8 una epidèmia de pesta i gana es va produir a Dalmàcia i els dos Bató, davant de les dificultats i també perquè havien patit algunes derrotes, van fer un acord de pau amb els romans. Quan Bató el dàlmata es va presentar davant Tiberi per signar la pau li van preguntar per la causa de la revolta, i va dir que el mateix Tiberi n'era la causa, ja que en lloc d'enviar gossos i pastors per cuidar els ramats, havia enviat llops.
La pau va durar molt poc de temps. Bató el breuc va aconseguir el suport de Pinnes o Pinetes, un dels principals caps pannonis aliat de Roma. Aquest increment de poder no va agradar a Bató el dàlmata, i la guerra va esclatar entre ambdós. Bató el breuc va caure vençut, va ser fet presoner i va morir executat. La guerra amb els romans es va reprendre; molts pannonis es van unir a la revolta, però Marc Plauci Silvà els va vèncer. Bató el dàlmata, al no veure perspectives d'èxit a Pannònia, va arrasar el país i es va retirar a Dalmàcia.
Al començament de l'any 9, a la primavera, Tiberi va tornar a Roma, mentre Germànic va romandre a Dalmàcia. August va decidir acabar amb la guerra i va enviar un nou exèrcit dividit en tres cossos: una sota comandament de Silvà Plauti, un altre sota Marc Emili Lèpid i un tercer sota Tiberi i Germànic. Els dos darrers van atacar el mateix Bató que finalment es va refugiar a la fortalesa de Andèrion o Andetèrion, prop de Salona.
Davant d'aquest castell que estava molt ben fortificat els romans van estar un temps sense poder obtenir la rendició dels assetjats. Bató, que desconfiava de poder resistir, va decidir començar negociacions amb Tiberi, i com que els seus homes no volien negociar, els va abandonar i es va amagar. Els romans finalment van ocupar la fortalesa i van sotmetre la major part de Dalmàcia. Bató es va entregar als romans a canvi de la promesa de perdó. Tiberi li va concedir, i Bató el va acompanyar a Roma on va ser la figura principal quan va celebrar el triomf.
Tiberi va mantenir la seva paraula i el va enviar a Ravenna on devia morir temps després. Segons Suetoni, Bató havia deixat escapar una vegada a Tiberi quan havia quedat en desavantatge, i per això Tiberi el va perdonar i respectar, i el va omplir de presents.